# Corps noir
Pour les équipements permettant de simuler une source infrarouge, voir Corps noir (appareil).
Pour les articles homonymes, voir Corps noir (homonymie).
En physique, un corps noir est un objet idéal qui absorbe parfaitement toute l'énergie électromagnétique (toute la lumière quelle que soit sa longueur d'onde) qu'il reçoit (d'où son nom de "noir") et la restitue intégralement sous forme d'un rayonnement thermique particulier, dit rayonnement du corps noir. Ce rayonnement est dû à l'agitation thermique des constituants du corps noir, provoquée par l'énergie absorbée et intégralement restituée (équilibre thermique).
Un "corps noir" peut apparaître comme lumineux si le rayonnement du corps noir se situe dans les fréquences visibles, à haute température. A température ambiante, le rayonnement du corps noir est essentiellement dans l'infrarouge et l'objet apparaît noir.
La loi de Planck décrit le spectre de ce rayonnement, qui dépend uniquement de la température de l'objet. La loi du déplacement de Wien détermine la longueur d'onde de la luminance spectrale maximale, et la loi de Stefan-Boltzmann donne la densité de flux d'énergie émise, qui ne dépend elle aussi que de la température de l'objet.
Le modèle du corps noir permit à Max Planck de découvrir la quantification des interactions électromagnétiques, qui fut un des fondements de la physique quantique. Le nom corps noir a été introduit par le physicien Gustav Kirchhoff en 1859,. Le corps noir est parfois nommé « radiateur de Planck » ou « radiateur intégral » quand il s'agit de l'étudier en tant que source.

## Le modèle du corps noir

Courbes de rayonnement du corps noir à différentes températures selon l'équation de Planck (courbes en couleur) comparées à une courbe établie selon la théorie classique de Rayleigh-Jeans (courbe en noir).

Le corps noir est un objet idéal qui absorberait parfaitement toute l'énergie électromagnétique qu'il reçoit, sans en réfléchir ni en transmettre. Il n'est fait aucune autre hypothèse sur la nature de l'objet. Sous l'effet de l'agitation thermique, le corps noir émet un rayonnement électromagnétique. À l'équilibre thermique, émission et absorption s'équilibrent et le rayonnement effectivement émis ne dépend que de la température (rayonnement thermique),,,,.
La qualification de « noir » vient donc de ce que la lumière visible est entièrement absorbée. Cependant, si la température du corps est suffisamment élevée, son rayonnement émis atteint le spectre de la lumière visible (voir plus bas) et il peut être visible à notre œil.
La manière de reproduire le plus fidèlement les caractéristiques d'un corps noir est de percer un trou de très petite taille dans une cavité. Ainsi, tout rayonnement traversant cette ouverture subit de multiples diffusions sur les parois internes, maximisant la probabilité d'absorption. La surface immatérielle du trou semble totalement noire lorsque la température interne est suffisamment basse.
Un four, uniformément chauffé, constitue également un bon modèle de corps noir. C'est d'ailleurs un four qui fut utilisé par Wien pour déterminer les lois d'émission électromagnétique en fonction de la température. Les parois de l'intérieur de l'enceinte émettent un rayonnement à toutes les longueurs d'onde : théoriquement des ondes radio aux rayons X. Cette émission est due à l'agitation des atomes. En effet, la température mesure l'agitation des atomes (ceux-ci « oscillent » autour de leur position). Ce faisant, chaque atome se comporte comme un dipôle électrostatique vibrant (dipôle formé par le noyau et le nuage électronique), qui rayonne donc de l'énergie.
Chaque paroi du four émet et absorbe du rayonnement. Il y a ainsi échange d'énergie entre les parois, jusqu'à ce que l'objet atteigne l'équilibre thermique. La répartition de la quantité d'énergie émise, en fonction de la longueur d'onde, forme le spectre. Celui-ci est la signature d'un rayonnement purement thermique. On l'appelle spectre du corps noir et il ne dépend que de la température du four. Quand la température s'élève, le pic de la courbe de rayonnement du corps noir se déplace vers les courtes longueurs d'onde. La courbe en noir indique la prédiction de la théorie dite classique, par opposition à la théorie quantique, qui seule prédit la forme correcte des courbes effectivement observées.
Le spectre « continu » (donc en négligeant les raies spectrales) des étoiles (ou en tout cas de la grande majorité des étoiles ni trop froides ni trop chaudes, comme le Soleil) est un spectre de corps noir.
On peut remarquer que le fond diffus cosmologique reproduit quasi parfaitement le rayonnement d'un corps noir à 2,728 K.

## Les lois du corps noir

### Loi de Planck
La luminance monochromatique (ou spectrale) {\displaystyle L_{\lambda }^{\circ }} pour une longueur d'onde {\displaystyle \lambda } donnée (ou densité spectrale d'émission) du corps noir est donnée par la loi de Planck :
{\displaystyle L_{\lambda }^{\circ }=\left({\frac {2hc^{2}}{\lambda ^{5}}}\right){\frac {1}{e^{\frac {hc}{\lambda k_{\mathrm {B} }T}}-1}}}
où c est la vitesse de la lumière dans le vide, {\displaystyle h} la constante de Planck et {\displaystyle k_{\mathrm {B} }} la constante de Boltzmann.
Dans le Système international, {\displaystyle L_{\lambda }^{\circ }} s'exprime en W m−2 sr−1 m−1. Dans cette formulation inhabituelle des unités, m−2 correspond à la surface émettrice alors que m−1 correspond à l'excursion en longueur d'onde.

### Loi de Wien
La longueur d'onde correspondant à la luminance spectrale maximale est donné par la loi de Wien :
{\displaystyle \lambda _{\max }={\frac {hc}{\alpha k_{\mathrm {B} }T}}\ } avec {\displaystyle \ \alpha =\operatorname {W} (-5e^{-5})+5},
où W désigne la fonction W de Lambert.
Numériquement, α = 4,96511423174..., d'où :
{\displaystyle \lambda _{\text{max}}={\frac {2,89777291\cdot 10^{-3}}{T}}} , avec {\displaystyle T} en kelvins et {\displaystyle \lambda _{\text{max}}} en mètres.
Cette dernière loi exprime le fait que pour un corps noir, le produit de la température et de la longueur d'onde du pic de la courbe est toujours égal à une constante. Cette loi très simple permet ainsi de connaître la température d'un corps assimilé à un corps noir par la seule position de son maximum.

### Loi de Stefan-Boltzmann
D'après la loi de Stefan-Boltzmann, la densité de flux d'énergie ou densité de puissance ou émittance énergétique {\displaystyle M^{\circ }(T)} (en W/m2) émis par le corps noir varie en fonction de la température absolue T (en K) selon la formule :
{\displaystyle M^{\circ }(T)=\sigma \,T^{4}}
où σ est la constante de Stefan-Boltzmann, qui vaut environ 5,67 × 10−8 W m−2 K−4.

## Historique
Au début des travaux sur le corps noir, les calculs de l'énergie totale émise donnaient un résultat surprenant : l'objet émettait une quantité infinie d'énergie. Comme l'énergie calculée croissait lors de l'intégration du spectre pour les longueurs d'onde courtes, on a appelé cela la « catastrophe ultraviolette ». La mécanique classique est alors prise en défaut et Max Planck en a conclu que le modèle utilisé pour calculer l'énergie totale était erroné ; le modèle de Rayleigh et Jeans considérait en effet un spectre continu.
Dans un mémoire intitulé Sur la théorie de la loi de la distribution d'énergie sur un spectre normal et présenté le 14 décembre 1900, Planck expose ses déductions faites sur ce problème et propose alors l'hypothèse des quanta : l'énergie n'est pas émise de manière continue, mais par paquets dont la taille E dépend de la longueur d'onde :
{\displaystyle E={\frac {hc}{\lambda }}}
Cela lui a valu le prix Nobel de physique en 1918.
La découverte de cette quantification des échanges d'énergie fut un des fondements de la physique quantique ; notamment, mis en corrélation avec les travaux de Hertz sur l'effet photoélectrique, cela permit à Einstein d'inventer le concept de photon en 1905, qui lui valut son prix Nobel de physique en 1921.

## Corps gris

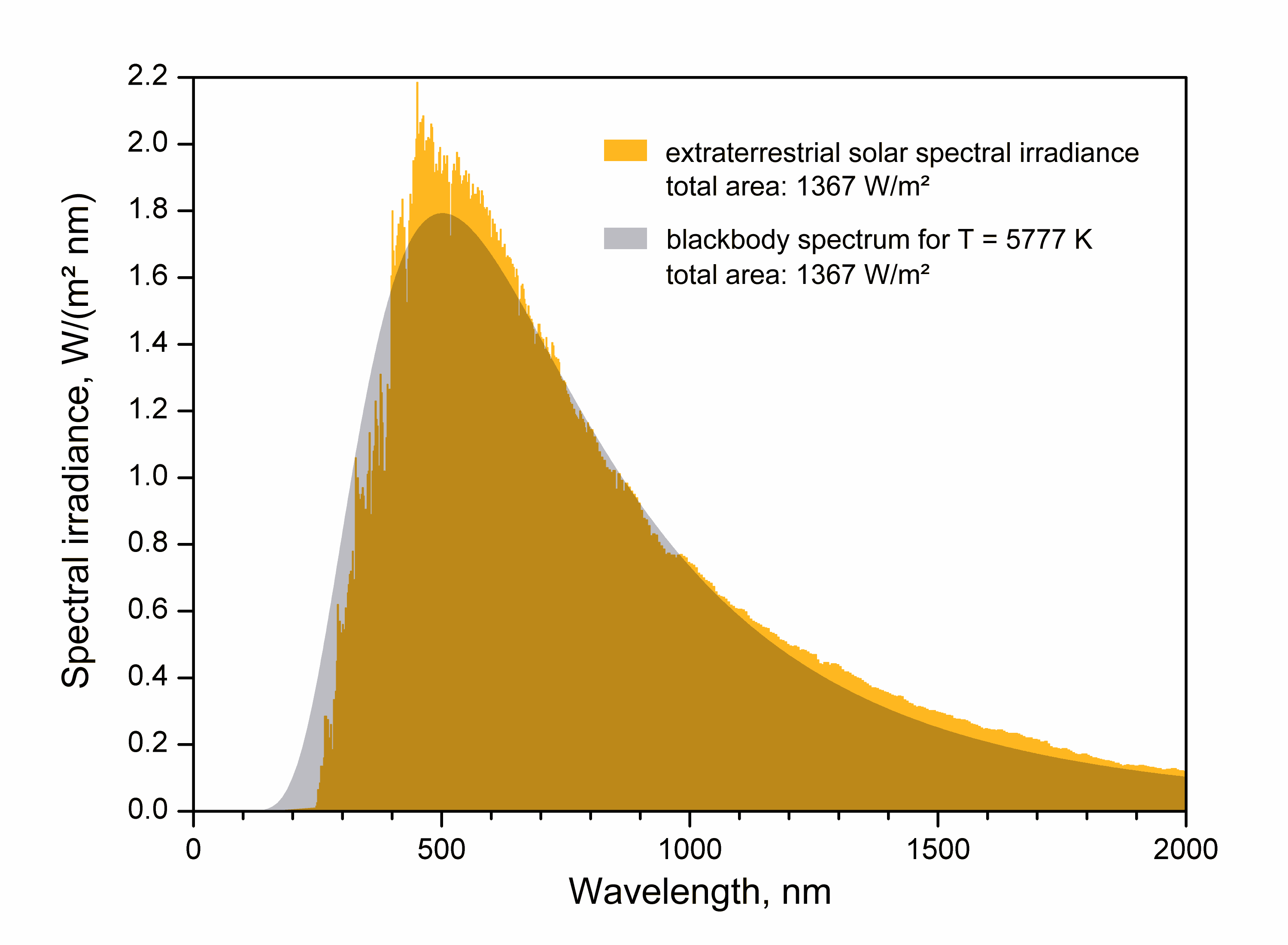
Comparaison du spectre de corps noir et du spectre réel du Soleil pour la même température

Un corps gris est un objet théorique dont l'absorptivité, c'est-à-dire la fraction absorbée du rayonnement électromagnétique reçu, serait indépendante de la longueur d'onde.
Un corps gris éclairé par de la lumière blanche refléterait de la même manière les différentes longueurs d'onde qui constituent la lumière blanche. Il ne prendrait donc pas de couleur. Un corps gris dont l'absorptivité serait proche de 1 se comporterait quasiment comme un corps noir. Un corps gris dont l'absorptivité est proche de 0 est parfois qualifié de « corps blanc ».